# Sarah Vaughan
Sarah Vaughan, född 27 mars 1924 i Newark i New Jersey, död 3 april 1990 i Hidden Hills utanför Los Angeles i Kalifornien, var en amerikansk sångerska och pianist, en av jazzhistoriens främsta.
Hon kallades ofta för "Sassy" eller "The Divine One" och vann två Grammy Awards samt nominerades till nio.

## Biografi
Sarah Vaughan föddes i Newark i New Jersey 1924 som dotter till Asbury "Jake" Vaughan, som var snickare och spelade gitarr och piano, och Ada Vaughan, som var en tvätterska och sjöng i kyrkokören. Hon började ta pianolektioner vid sju års ålder och sjöng även i kyrkokören och spelade piano under repetitioner och gudstjänster.
I mitten av tonåren började hon  illegalt att ta sig in på Newarks nattklubbar och uppträdde som pianist och sångerska på bland annat Picadilly Club.

### Tidig karriär
Vaughan började att sjunga för Earl Hines storband i april 1943 och de turnerade sedan landet runt. Hon var med hela 1943 och en bit av 1944.
Tämligen snart slog hon sig samman med Billy Eckstine och de båda turnerade med Dizzy Gillespie och Charlie Parker fram till 1945, då Sarah Vaughan började att uppträda på egen hand.

### Solokarriären
Sarah Vaughan började sin solokarriär genom att frilansa i New York City. Den 11 maj 1945 spelade hon in låten Lover Man med en kvintett bestående av flera av de mest kända jazzmusikerna på den här tiden. Senare samma månad spelade hon in ytterligare låtar.
Vaughan började regelbundet spela på Café Society, där hon blev god vän med trumpetaren George Treadwell, som blev hennes manager.
Under 50-, 60-, 70- och 80-talen gjorde hon ett stort antal skivinspelningar, bland andra tillsammans med Miles Davis, Art Blakey, Charlie Parker och Dizzy Gillespie, men även ackompanjerad av Jan Hammer.

### Död
Sarah Vaughans hälsa började försämras 1989, även om hon inte särskilt ofta visade det och hon fick ställa in flera framträdanden i Europa. Hon diagnostiserades med lungcancer samma år (hon hade varit storrökare) och fick ställa in sitt sista offentliga framträdande.
Vaughan återvände hem till Kalifornien där hon de sista månaderna tillbringade tiden  omväxlande på sjukhuset och hemma. Till slut tröttnade hon på kampen och krävde att få komma hem. 
Sarah Vaughan dog i sitt hem, 66 år gammal, tittandes på en film med sin dotter.

### Övrigt
Vaughan adoptivdotter Paris Vaughan är gift med den kanadensiske ishockeyspelaren Russ Courtnall.